# Джои Лэнсинг
Джои́ Лэ́нсинг (англ. Joi Lansing), настоящее имя Джойс Рене Браун (англ. Joyce Renee Brown; 6 апреля 1928, Солт-Лейк-Сити, Юта, США — 7 августа 1972, Санта-Моника, Калифорния, США) — американская актриса, фотомодель и певица.

## Биография и карьера

### Ранние годы
Родилась 6 апреля 1928 года в Солт-Лейк-Сити (штат Юта, США) в семье продавца обуви Джека Гленна Брауна и домохозяйки Грэйс Шупе Браун.

### Карьера
Она начала карьеру фотомодели в подростковом возрасте. В 14 лет подписала контракт с MGM. Некоторое время была известна под именем Джойс Уоссмансдорфф, Уоссмансдорфф — фамилия её отчима.
Сниматься в кино она начала в конце 1940-х годов. Всего сыграла около 70-ти ролей в фильмах и телесериалах.
В начале 1960-х годов начала сольную карьеру.

### Личная жизнь
В марте—ноябре 1950 года Джои была замужем за Джеромом Сафроном, их брак был аннулирован.
В 1951—1953 годах Джои была замужем за актёром Лэнсом Фуллером.
С 5 августа 1960 года и до своей смерти в августе 1972 года, Джои была замужем за Стэном Тоддом.

### Болезнь и смерть
44-летняя Джои Лэнсинг скончалась от рака молочной железы 7 августа 1972 года в больнице
Св. Иоанна в Санта-Монике (штат Калифорния, США). В больницу с целью лечения актриса была положена в этом же 1972 году, женщине планировалось сделать операцию по удалению опухоли, но болезнь победила раньше.